# Teologos (Apostolidis)
Teologos, imię świeckie Joannis Apostolidis (ur. 27 marca 1967 w Wolosie) – duchowny Greckiego Kościoła Prawosławnego, od 2003 metropolita Seres i Nigrity.

## Życiorys
W 1988 ukończył studia na wydziale teologicznym Uniwersytetu Narodowego w Atenach. Święcenia diakonatu przyjął w 1992, a prezbiteratu w 1994. Chirotonię biskupią otrzymał 14 października 2001.
W czerwcu 2016 r. uczestniczył w Soborze Wszechprawosławnym na Krecie.